# Johan Peter Koch
Johan Peter Koch (Vestenskov, près de Nakskov, 15 janvier 1870-Copenhague, 13 janvier 1928) est un officier, cartographe et explorateur arctique danois, oncle de Lauge Koch.

## Biographie
Lieutenant d'infanterie (1890), en 1900, il explore l'est du Groenland avec Georg Carl Amdrup puis voyage pour une mission de cartographie de la côte sud de l'Islande (1903-1904) et dans l'archipel François-Joseph dont il cartographie l'île Koldewey (1905). Capitaine (1907), de 1906 à 1908, il accompagne Ludvig Mylius-Erichsen au Groenland et termine la cartographie de la côte nord-est. Après la mort de Mylius-Erichsen, il gagne en traineau la Terre de Peary (1907).
Envoyé en soutien à l'expédition de Mylius-Erichsen, il retrouve au printemps 1908 le cadavre de Jørgen Brønlund en Terre de Lambert ainsi que les documents que celui-ci étaient parvenus à sauver. Brønlund y témoigne de son agonie et de sa mort prochaine.
En 1912-1913, il dirige une expédition en traineau à l'intérieur du Groenland avec Alfred Wegener.
Il est nommé lieutenant-colonel en 1917, obtient une licence de pilote et est nommé chef des services danois de l'armée de l'air. Il est enfin promu colonel en 1923.

## Œuvres
- Fra Generalstabens topografiske Afdelings Virksomhed paa Island, 1906
- Danmark-ekspeditionen Til Grønlands Nordøstkyst 1906-1908, 1909
- Die glaciologischen Beobachtungen der Danmark-expedition (avec Alfred Wegener), 1912
- Gennem den hvide Ørken, 1914
- Foreløbig Beretning om de vigtigste glaciologiske, 1914
- Survey of North-East-Greenland, 1917
- Durch die weisse Wüste (avec Alfred Wegener), 1919
- Meddelelser om Grønland, 1873-1912

## Distinction
- Médaille de la Vega de la Société d’Anthropologie et de Géographie de Suède (1909)
- Médaille Carl Ritter (avec Wegener) (1913)